# Siliștea (Costanza)
Siliştea (in turco Taşpınar) è un comune della Romania di 1 422 abitanti, ubicato nel distretto di Costanza, nella regione storica della Dobrugia.
Il comune è formato dall'unione di 2 villaggi: Siliștea e Țepeș Vodă.